# توماش إيوان
توماش إيوان (بالبولندية: Tomasz Iwan)‏ (12 يونيو 1971 بسووبسك في بولندا - ) هو لاعب كرة قدم بولندي في مركز الوسط. شارك مع منتخب بولندا لكرة القدم. أما مع النوادي، فقد لعب مع أدميرا فاكر مودلينغ وأوستريا فيينا ورودا ياي سي وفاينورد ولخ بوزنان ونادي آيندهوفن ونادي طرابزون سبور ونادي روسيندال ‏ ووارتا بوزنان وأولمبيا بوزنان ونادي ال كي اس ودز.

## وصلات خارجية
- توماش إيوان على موقع الاتحاد الدولي (مؤرشف)  (الإنجليزية)
- توماش إيوان على موقع الاتحاد الأوربي (الإنجليزية)
- توماش إيوان على موقع قاعدة بيانات كرة القدم.إي يو (الإنجليزية)
- توماش إيوان على موقع ناشيونال فوتبول تيمز (الإنجليزية)
- توماش إيوان على موقع Soccerway.com (الإنجليزية)
- توماش إيوان على موقع عالم كرة القدم.نت (الإنجليزية)